# Territorios anexionados por la Alemania nazi

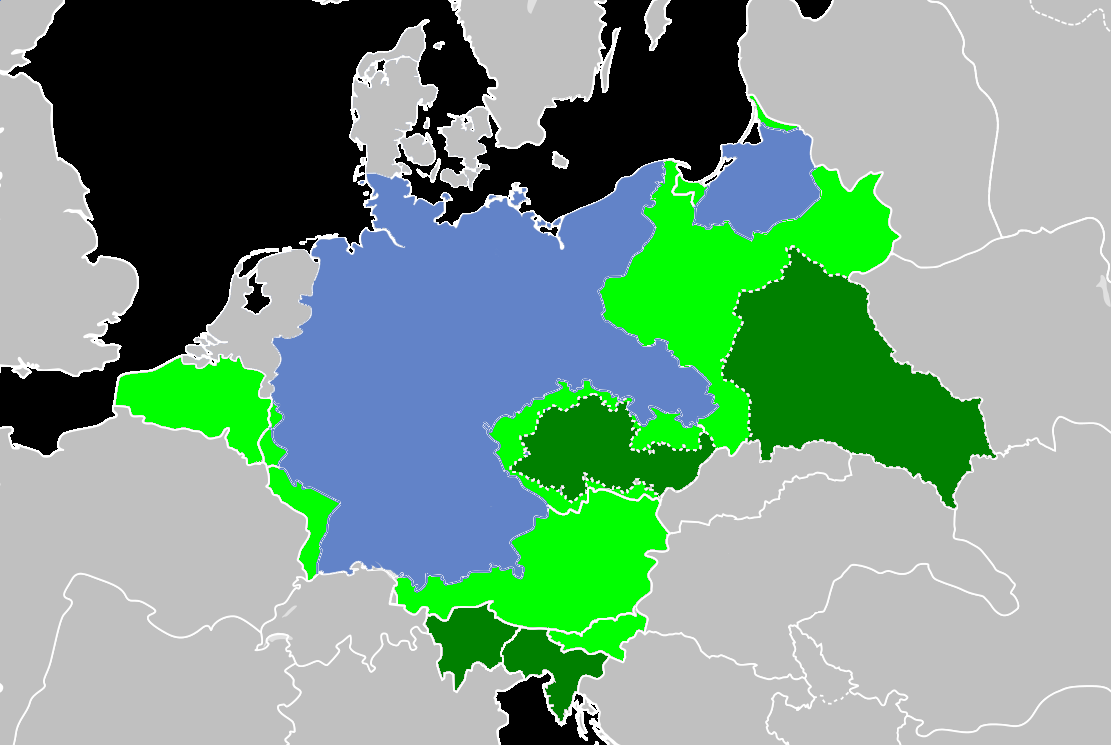
En el sentido de las agujas del reloj, desde el norte: Memel, Danzig, territorios polacos, Gobierno General, Sudetenland, Bohemia-Moravia, Ostmark (Anschluss), Eslovenia septentrional, litoral adriático, macizos alpinos, Alsacia-Lorena, Luxemburgo, Eupen-Malmédy, Valonia, Flandes, Nord -Pas-de-Calais y Bruselas. Las zonas en verde claro eran los territorios totalmente anexados, mientras que las zonas en verde oscuro eran los territorios parcialmente incorporados. El territorio de Alemania antes de 1938 se muestra en azul.

La Alemania nazi se anexionó muchas áreas tanto antes y como durante el transcurso de la Segunda Guerra Mundial.

## Territorios anexados completamente

Europa ocupada por los alemanes en el apogeo de las conquistas del Eje en 1942.

Los territorios enumerados a continuación son aquellos que fueron completamente anexados a Alemania.
| Fecha de anexión        | Territorio anexionado                                                                                   | Sucedido por                                                          |
| ----------------------- | --- | --------------------------------------------------------------------- |
| 01-03-1935              | Territorio de la Cuenca del Sarre                                                                       | Gau Westmark                                                          |
| 13-03-1938              | Estado Federal de Austria                                                                               | Reichsgau de Carintia                                                 |
| 13-03-1938              | Estado Federal de Austria                                                                               | Reichsgau del Alto Danubio                                            |
| 13-03-1938              | Estado Federal de Austria                                                                               | Reichsgau del Bajo Danubio                                            |
| 13-03-1938              | Estado Federal de Austria                                                                               | Reichsgau de Estiria                                                  |
| 13-03-1938              | Estado Federal de Austria                                                                               | Reichsgau de Tirol-Vorarlberg                                         |
| 13-03-1938              | Estado Federal de Austria                                                                               | Reichsgau de Viena                                                    |
| 01-10-1938              | Sudetenland, Bohemia, República de Checoslovaquia                                                       | Reichsgau del Alto Danubio                                            |

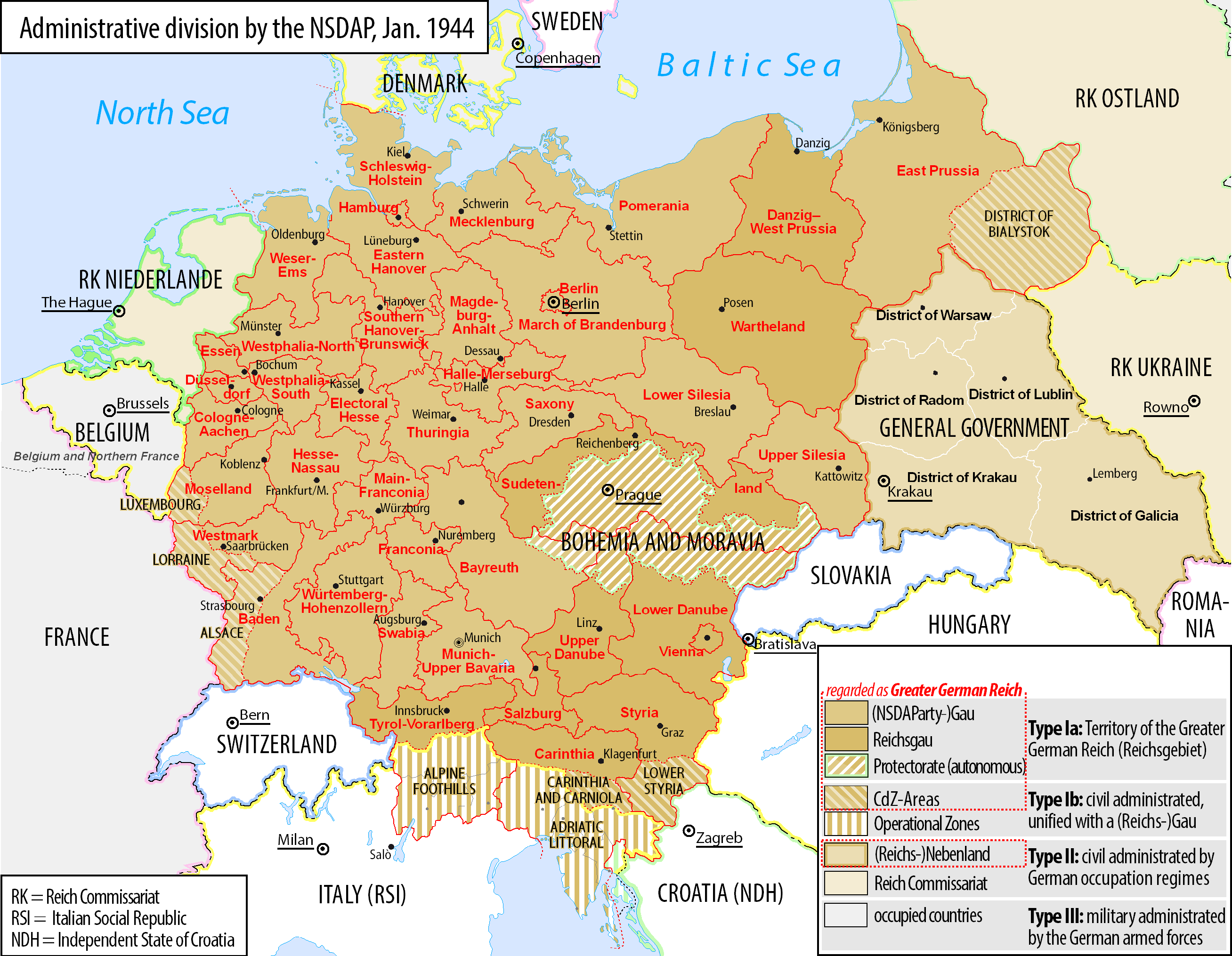
Gaue, Reichsgaue y otras divisiones administrativas de Alemania en enero de 1944

| 01-10-1938              | Sudetenland, Bohemia, República de Checoslovaquia                                                       | Reichsgau del Bajo Danubio                                            |
| 01-10-1938              | Sudetenland, Bohemia, República de Checoslovaquia                                                       | Gau de la Marca de Baviera Oriental                                   |
| 01-10-1938              | Sudetenland, Bohemia, República de Checoslovaquia                                                       | Territorio del Jefe de la Administración Civil de los Sudetes         |
| 01-10-1938              | Sudetenland, Moravia-Silesia, República de Checoslovaquia                                               | Reichsgau del Bajo Danubio                                            |
| 01-10-1938              | Sudetenland, Moravia-Silesia, República de Checoslovaquia                                               | Territorio del Jefe de la Administración Civil de los Sudetes         |
| 16-03-1939              | Bohemia, República de Checoslovaquia                                                                    | Gau de la Marca de Baviera Oriental                                   |
| 16-03-1939              | Moravia-Silesia, República de Checoslovaquia                                                            | Protectorado de Bohemia y Moravia                                     |
| 16-03-1939              | Bohemia, República de Checoslovaquia                                                                    | Reichsgau del Bajo Danubio                                            |
| 16-03-1939              | Moravia-Silesia, República de Checoslovaquia                                                            | Reichsgau de los Sudetes                                              |
| 16-03-1939              | Bohemia, República de Checoslovaquia                                                                    | Reichsgau del Alto Danubio                                            |
| 23-03-1939              | Territorio de Memel, Lituania                                                                           | Gau de Prusia Oriental                                                |
| 02-09-1939              | Ciudad libre de Danzig                                                                                  | Territorio del Jefe de la Administración Civil de Danzig.             |
| 08-10-1939              | Administración militar en Polonia                                                                       | Gau de Prusia Oriental                                                |
| 08-10-1939              | Administración militar en Polonia                                                                       | Gau Silesia                                                           |
| 08-10-1939              | Administración militar en Polonia                                                                       | Reichsgau Wartheland                                                  |
| 08-10-1939              | Administración militar en Polonia                                                                       | Reichsgau Danzig-Prusia Occidental                                    |
| 18-05-1940              | Eupen-Malmedy, Provincia de Lieja, Región Valona, Administración Militar del Norte de Francia y Bélgica | Gau de Colonia-Aquisgrán                                              |
| 29-07-1952              | Administración militar de Luxemburgo                                                                    | Territorio del Jefe de la Administración Civil de Luxemburgo.         |
| 02-08-1940              | Mosela, Francia de Vichy                                                                                | Territorio del Jefe de la Administración Civil de Lorena.             |
| 02-08-1940              | Francia de Vichy, Bajo Rin                                                                              | Territorio del Jefe de la Administración Civil de Alsacia             |
| 02-08-1940              | Francia de Vichy, Alto Rin                                                                              | Territorio del Jefe de la Administración Civil de Alsacia             |
| 17-04-1941              | Administración militar en Yugoslavia                                                                    | Territorio del Jefe de la Administración Civil de Carintia y Carniola |
| 17-04-1941              | Administración militar en Yugoslavia                                                                    | Territorio del Jefe de la Administración Civil de Baja Estiria        |
| 22-07-1941              | Administración militar en la Unión Soviética                                                            | Territorio del Jefe de la Administración Civil de Bialystok           |
| 18-12-1944 / 25-12-1944 | Dunkerque, Norte, Gobierno provisional de la República Francesa                                         | Reichsgau Flandes                                                     |
| 18-12-1944 / 25-12-1944 | Valonia, Reino de Bélgica                                                                               | Reichsgau Valonia                                                     |

## Territorios incorporados parcialmente
Los territorios enumerados a continuación son aquellos que se incorporaron parcialmente al Gran Reich Alemán.

### Gobierno general para los territorios polacos ocupados / Gobierno general
| Fecha de fundación | Precedido por                                | Sucedido por                                         |
| ------------------ | -------------------------------------------- | ---------------------------------------------------- |
| 12-10-1939         | Administración militar en Polonia            | Gobierno General de los territorios polacos ocupados |
| 01-08-1941         | Administración militar en la Unión Soviética | Distrito de Galitzia, Gobierno General               |
| 01-08-1941         | Administración militar en la Unión Soviética | Distrito de Cracovia, Gobierno General               |

### Zonas de Operaciones
| Fecha de fundación | Precedido por                           | Sucedido por                               |
| ------------------ | --------------------------------------- | ------------------------------------------ |
| 10-09-1943         | Provincia de Gorizia, Reino de Italia   | Zona de Operaciones del Litoral Adriático  |
| 10-09-1943         | Provincia de Liubliana, Reino de Italia | Zona de Operaciones del Litoral Adriático  |
| 10-09-1943         | Provincia de Pula, Reino de Italia      | Zona de Operaciones del Litoral Adriático  |
| 10-09-1943         | Provincia de Rijeka, Reino de Italia    | Zona de Operaciones del Litoral Adriático  |
| 10-09-1943         | Provincia de Trieste, Reino de Italia   | Zona de Operaciones del Litoral Adriático  |
| 10-09-1943         | Provincia de Udine, Reino de Italia     | Zona de Operaciones del Litoral Adriático  |
| 10-09-1943         | Provincia de Belluno, Reino de Italia   | Zona de Operaciones de los Macizos Alpinos |
| 10-09-1943         | Provincia de Bolzano, Reino de Italia   | Zona de Operaciones de los Macizos Alpinos |
| 10-09-1943         | Provincia de Trento, Reino de Italia    | Zona de Operaciones de los Macizos Alpinos |

## Anexiones planeadas

### Zonas anunciadas para la anexión a la Alemania nazi
| Fecha de anuncio de anexión | Zona planeada para ser anexionada                             | Sucesión planificada |
| --------------------------- | ------------------------------------------------------------- | -------------------- |
| 15-12-1944                  | Bruselas, Reino de Bélgica                                    | Distrito de Bruselas |
| 15-12-1944                  | Flandes, Reino de Bélgica                                     | Reichsgau Flandes    |
| 15-12-1944                  | Comines-Warneton, Valonia, Reino de Bélgica                   | Reichsgau Flandes    |
| 15-12-1944                  | Norte, Gobierno provisional de la República Francesa          | Reichsgau Valonia    |
| 15-12-1944                  | Paso de Calais, Gobierno provisional de la República Francesa | Reichsgau Valonia    |
| 15-12-1944                  | Voeren, Flandes, Reino de Bélgica                             | Reichsgau Valonia    |
| 15-12-1944                  | Valonia, Reino de Bélgica                                     | Reichsgau Valonia    |

En el próxima Nuevo Orden Nazi, otras tierras se consideraron para la anexión tarde o temprano, por ejemplo, el norte de Schleswig, la Suiza de habla alemana y la zona interdite en el noreste de Francia, donde se encontraba un Gau o un Reichskommissariat ubicado en Borgoña que estaba previsto crearse y que Heinrich Himmler quería convertir en un feudo de las SS. El objetivo era unir a todos los grupos étnicos, alemanes y germánicos, en un Gran Reich Alemán, incluidos los que no hablaban el idioma germánico y se consideraban "arios".
Los Reichskommissariats orientales en los vastos tramos de Ucrania y Rusia también estaban destinados a la integración futura en ese Reich, con planes para ellos extendiéndose hasta el Volga o incluso más allá de los Urales, donde habrían existido los límites más occidentales de la influencia imperial japonesa, seguido de un Eje victorioso en la Segunda Guerra Mundial. Se consideraron de vital interés para la supervivencia de la nación alemana, ya que era un principio básico del nazismo que Alemania necesitaba un "espacio vital" (Lebensraum), creando un "empuje hacia el Este" (Drang nach Osten) que podrían haber encontrado y colonizado.

Eventualmente, también serían anexionadas el noreste de Italia, que incluía tanto la Zona de Operaciones del Litoral Adriático como la Zona de Operaciones de los Macizos Alpinos, pero también la región de Veneto. Goebbels llegó a sugerir tomar el control de Lombardía también:

Lo que alguna vez fue una posesión austriaca, debe volver a nuestras manos. Los italianos, por su infidelidad y su traición, han perdido cualquier derecho a un estado nacional moderno. - Joseph Goebbels, septiembre de 1943.
La anexión de todo el norte de Italia también fue sugerida a largo plazo.